# Аеролодка
Аеролодка (на английски: airboat; на руски: аэролодка) е плавателен съд с плоско дъно, задвижван от въздушната струя, създавана от въздушен винт, завъртан от двигател с вътрешно горене. При движението по водната повърхност аеролодката глисира.

## Приложение
Аеролодките са много подходящи за придвижване в спокойни води в блата, мочурища и плитчини, където стандартен вътрешен или извънбордови двигател с потопено витло би бил непрактичен. Използват се за лов, риболов и екотуризъм.

## Разпространение
Аеролодките са много популярни в американските щати Флорида и Луизиана, както и в Азия – по река Меконг и делтата ѝ, Месопотамия и др.